# Аквафреда (Савона)
Аквафреда (итал. Acquafredda) је насеље у Италији у округу Савона, региону Лигурија.
Према процени из 2011. у насељу је живело 56 становника. Насеље се налази на надморској висини од 474 м.